# Xu Daoning
Dans ce nom, le nom de famille, Xu, précède le nom personnel Daoning.

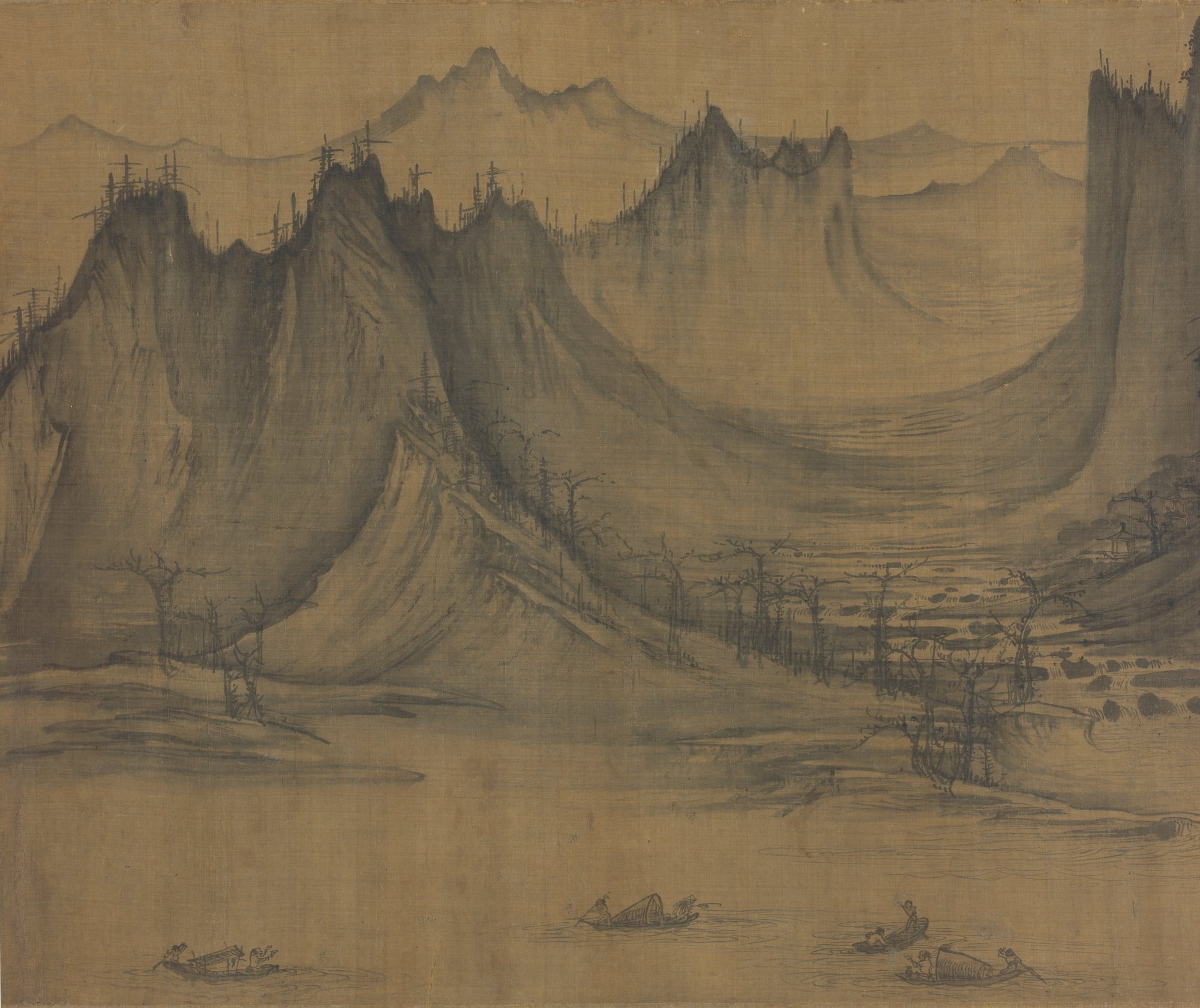
Chanson nocturne des pêcheurs (détail), une des plus célèbres peintures de Xu Daoning, conservée dans le Nelson-Atkins Museum of Art à Kansas City.

Xu Daoning (chinois simplifié : 许道宁 ; chinois traditionnel : 許道寧 ; pinyin : Xǔ Dàoníng ; Wade : Hsü Tao-ning) (ca. 970-1051/53) est un peintre chinois de la dynastie Song (960-1279) originaire de Changan (actuelle ville de Xi'an) ou Hejian (河间 actuelle Hebei). Il est tout d'abord pharmacien à Kaifeng. En plus de sa profession, il commence à peindre des scènes de nature dans le style de Li Cheng. Après avoir acquis une popularité, il exécute des peintures murales pour les nobles chinois. Son travail le plus notable est la Chanson nocturne des pêcheurs (ca. 1049).

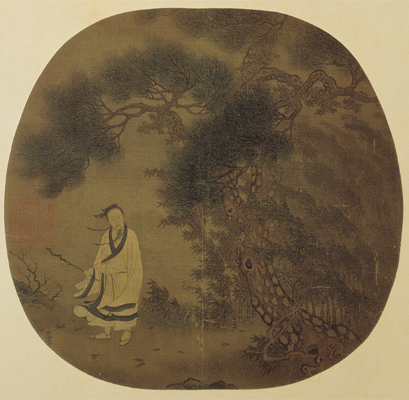
Tenant une baguette sous le sapin (松下曳杖图), Xu Daoning, Musée national du palais, Taipei.